# 千里马在奔驰
千里马在奔驰（朝鲜语：／ Ch'ŏllima Tallinda ?）是一首朝鲜歌曲，由金吉学作曲，南应荪作词。歌曲创作于千里馬運動时期，表达了对完成七年计划、实现共产主义的渴望之情。